# Ludwig Frorath
Ludwig Frorath (* 6. Juli 1885 in Wiesbaden; † 9. März 1945 in 
Reichenbach Oberlausitz) war ein deutscher Eisenbahningenieur und Präsident mehrerer Reichsbahndirektionen.

## Leben
Ludwig Frorath hatte Ingenieurwissenschaften studiert, bevor er zur Deutschen Reichsbahn kam und dort zum 1. April 1921 zum Reichsbahnbaurat ernannt wurde. Zwei Jahre später zum Reichsbahnoberbaurat befördert, kam er 1929 in die Reichsbahndirektion Berlin. Dort wurde er 1931 zum Reichsbahnoberrat ernannt und 1934 Dezernent und Bahnbevollmächtigter. Er wurde Präsident verschiedener Reichsbahndirektionen:
- 1. Oktober 1936 – 31. März 1937 Reichsbahndirektion Ludwigshafen
- 1. Mai 1937 – 30. April 1940  Reichsbahndirektion Halle
- 1. Juli 1940 – 31. Mai 1944  Reichsbahndirektion Saarbrücken
- 1. Juni 1944 – 9. März 1945 Reichsbahndirektion Breslau

Die Reichsbahndirektion Saarbrücken war nach der Besetzung Frankreichs durch deutsche Truppen für den Schienenverkehr in Lothringen und Luxemburg sowie im Département Moselle zuständig und verantwortlich. Aus dem Raum Saarbrücken fuhren zahlreiche Todeszüge in die Konzentrationslager.
Am 9. März 1945 erlitt Frorath in seinem Befehlszug in Reichenbach in der Oberlausitz eine tödliche Herzattacke.

## Sonstiges
Frorath war „Führer“ des akademischen Vereins Motiv Berlin und übte seine Entscheidungsbefugnis in der Weise aus, dass er sich die Mitglieder der Vereinsgremien alleine aussuchte und sie als „Berater in wichtigen Angelegenheiten“ an seine Seite stellte.